# Jošavica (Chorwacja)
Jošavica – wieś w Chorwacji, w żupanii sisacko-moslawińskiej, w mieście Petrinja. W 2011 roku liczyła 84 mieszkańców.